# New World (L'Arc〜en〜Cielの曲)
「New World」（ニュー ワールド）は、日本のロックバンド、L'Arc〜en〜Cielの26作目のシングル。2005年4月6日発売。発売元はKi/oon Records。

## 概要
前作「Killing Me」から約3ヶ月ぶりの発売となった。
本作のレコーディングは、2004年のライブツアーを終えたのち、同年9月から開始されたアルバム『AWAKE』の制作期間中に行われている。
L'Arc~en~Cielのシングルとしてリリースされた楽曲において初めて、yukihiroが作詞および一部作曲を担当した。
初回限定版はピクチャーディスク仕様。
発売初週となる2005年4月18日付のオリコン週間シングルチャートで首位を獲得。前作「Killing Me」に続き、6作連続通算15作目の首位獲得となった。。

## 収録曲
| #         | タイトル                                                       | 作詞      | 作曲           | 編曲                          | 時間  |
| --------- | -------------------------------------------------------------- | --------- | -------------- | ----------------------------- | ----- |
| 1.        | 「New World」(L'Arc〜en〜Ciel)                                 | yukihiro  | yukihiro, hyde | L'Arc〜en〜Ciel, Hajime Okano | 4:09  |
| 2.        | 「花葬 平成十七年」(P'UNK〜EN〜CIEL)                           | hyde      | ken            | HYDE P'UNK                    | 4:34  |
| 3.        | 「New World (hydeless version)」(L'Arc〜en〜Ciel)              |           | yukihiro, hyde | L'Arc〜en〜Ciel, Hajime Okano | 4:08  |
| 4.        | 「花葬 平成十七年 (TETSU P'UNKless version)」(P'UNK〜EN〜CIEL) |           | ken            | HYDE P'UNK                    | 4:35  |
| 合計時間: | 合計時間:                                                      | 合計時間: | 合計時間:      | 合計時間:                     | 17:26 |

## 楽曲について
1. New World / L'Arc〜en〜Ciel
  - 作詞: yukihiro / 英語訳詞: Anis / 作曲: yukihiro, hyde / 編曲: L'Arc〜en〜Ciel & Hajime Okano
  - 日本テレビ系プロ野球中継番組『1球の緊張感 THE LIVE 2005』上半期テーマソング。
  - 楽曲の制作過程でyukihiroが手掛けたコーラス部の旋律をhydeが変更したという経緯から、L'Arc〜en〜Cielの楽曲としては初めてyukihiroとhydeの合作クレジットとなった[注 1]。この曲の制作イメージについて、yukihiroは「8ビートの速い曲っていうのは僕、避けてたんですよ。」としているが、レーベルメイトであるASIAN KUNG-FU GENERATIONの楽曲を聴いたことがきっかけで、「"ああいう曲、書けねえかな"と思って」制作を始めたとしている。
  - 歌詞について、yukihiro曰くタイアップやシングル化が決まる前から歌詞を書き進めていて、当初の歌詞は「突き当たって終わってしまう」イメージだったが、スタッフから「前向きな詞を書いて」というリクエストがあり書き直している。[4]
  - yukihiroが持ち込んだデモ音源を聴いたメンバーは、yukihiroがそれまでの作風に比べて明るい楽曲を作ってきたことに対し、それぞれ驚きと喜びのコメントを述べている。[4][5][6]
  - 2005年4月1日から同年7月23日までの間、日本テレビ系列で放送されたプロ野球中継番組『1球の緊張感 THE LIVE 2005』の上半期テーマソングに使用された関係で、本作のリリースプロモーションとして、2005年4月2日に実施された読売ジャイアンツ対広島東洋カープ戦のテレビ中継に、hydeとkenがゲスト出演している。
  - 楽曲のミュージック・ビデオは、野田智雄がディレクターを務めている。2007年12月5日に発表したクリップ集『CHRONICLE 3』に収録された。
2. 花葬 平成十七年 / P'UNK〜EN〜CIEL
  - 作詞: hyde / 作曲: ken / 編曲: HYDE P'UNK
  - P'UNK〜EN〜CIELによる11thシングル「花葬」の表題曲のセルフカバー。
  - これまでのセルフカバーはテンポの速いアレンジを施したものが多かったことから、このカバーではヘビーメタル風のアレンジが採用されている[7]。
  - P'UNK~EN~CIELのセルフカバーでは発表時の年号をつけるのが通例だが、この曲に限り西暦でなく元号で音源の発表年を表記している。

## 参加ミュージシャン
- New World / L'Arc〜en〜Ciel
  - hyde：Vocal
  - ken：Guitar
  - tetsu：Bass
  - yukihiro：Drum
    - yukihiro：Keyboard & Beat Programming, Tambourine
- 花葬 平成十七年 / P'UNK〜EN〜CIEL
  - TETSU P'UNK：Vocal
  - HYDE P'UNK：Guitar, Backing Vocal
  - YUKI P'UNK：Bass, Backing Vocal
  - KEN P'UNK：Drum

## 収録アルバム
オリジナルアルバム
- 『AWAKE』 (#1)

ベストアルバム
- 『QUADRINITY 〜MEMBER'S BEST SELECTIONS〜』 (#1)
- 『TWENITY 2000-2010』 (#1)
- 『WORLD'S BEST SELECTION』 (#1)

セルフカバーアルバム
- 『P'UNK IS NOT DEAD』 (#2)